# Onsalakorv
Onsalakorv är ett varumärke som ägs av Atria och som avser en rökt korv av fläsk- och nötkött som tillverkas i Borås.

## Historia
Onsalakorvens tidiga historia är inte känd, men den kan antas härröra från Västsverige under 1800-talet. Möjligen från Göteborgsområdet. Inte heller namnet Onsalakorv ursprung är känt, och någon direkt koppling till Onsala är inte belagd.
Efter att i tjugoårsåldern varit i Göteborg under ett par år för att lära sig om charkuteritillverkning startade bondsonen Johan Oscar Olausson (d. 1934) en egen charkuterirörelse i Borås 1898 under namnet  J.O. Olsson Charkuteriaffär. Olausson började tidigt tillverka den vid tidpunkten åtminstone i trakten redan kända rökta korvringen i sin rörelse.
I samband med Olaussons bortgång övertogs rörelsen av de båda sönerna Gunnar och Filip Olausson. Den senare blev 1956 ensam ägare till bolaget, och verksamheten bytte då namn till Filos. Under 1960-talet och 1970-talet expanderade Filos verksamhet, och ägarens söner Lars, Thomas och Peter Olausson engagerades i bolagets ledning.
Fram till 1980-talet blev företagets produktion av just Onsalakorven allt mer dominerande på marknaden och andra producenter av motsvarande korv kunde konkurreras ut. Detta ledde till att Filos då även kunde varumärkesskydda Onsalakorv, och Boråsföretaget blev därmed ensam producent av den.
De tre Olaussonssönerna tog över bolaget 1988. Tio år senare, 100 år efter att bolaget först grundades, övertogs det av det svenska livsmedelsbolaget Sardus, och upphörde därmed som familjeföretag. Sardus köptes 2007 upp av den finska livsmedelskoncernen Atria, och verksamheten, inklusive tillverkningen av Onsalakorven, övergick då till Atrias regi.

## Tillverkning
Sedan Filos fick varumärkesskydd av Onsalakorv på 1980-talet äger all tillverkning rum i Borås. Enligt Atria tillverkas korven efter originalrecept.
Onsalakorven tillverkas av största delen fryst fläsk- och nötkött som hackas och blandas med övriga ingredienser i form av bland annat späck, potatisflingor och kryddor. Efter att ha genomgått en enklare fermenteringsprocess röks korven lätt i ett par dagar.
Köttråvaran som används i tillverkningen av Onsalakorven är från Danmark och Finland. Under 2013 tillverkades cirka 580 ton Onsalakorv av Atria i Borås.

## Användning
Korven är populär att äta skivad som smörgåspålägg. Den är inte heller ovanligt att den serveras på julbord eller i andra buffésammanhang som en del i det kallskurna charkuterierna.

## Kritik
Göteborgs-Posten uppmärksammade 2010 att Onsalakorven, likt flera andra matvaror i samma repotage, har ett namn som inte speglar korvråvarans ursprung. Detta då korven innehåller köttråvara från Danmark och Finland snarare än Sverige.
Atrias produktutvecklingsdirektör menade i en intervju i tidningen att namnet Onsalakorv syftade till korvens historia snarare än den faktiska råvarans ursprung, och att det därför var oproblematiskt att använda det varumärket.
Granskningen fick till följd att Konsumentföreningen Stockholm anmälde Atria till Livsmedelsverket för att varumärket Onsalakorv förleder konsumenten att tro att korven har svenska råvaror trots att det inte var fallet.